# Guldtrollslända
Guldtrollslända (Cordulia aenea) är en art i insektsordningen trollsländor som tillhör familjen skimmertrollsländor.

## Kännetecken
Guldtrollsländan känns igen på sin glänsande guldgröna eller koppargröna kropp och ögon. Hanen och honan ser ungefär likadana ut. Vingarna är genomskinliga med mörkt vingmärke. Vingbredden är omkring 75 millimeter och bakkroppens längd är 33 till 39 millimeter.

## Utbredning
Guldtrollsländan finns i stora delar av Europa. I Sverige förekommer den över hela landet, utom i fjällen.

## Levnadssätt
Guldtrollsländans habitat är alla slags lugna vatten, från myrar till sjöar. Parningen inleds ofta i luften och paret flyger sedan och sätter sig i vegetationen. Efter parningen lägger honan äggen ensam,  ofta nära strandkanten. Utvecklingstiden från ägg till imago är två till tre år och flygtiden från slutet av maj till juli, i de sydligare delarna av utbredningsområdet även in i augusti.